# 粟田祥平
粟田 祥平（あわた しょうへい、1991年11月4日 - ）は、日本の元ラグビー選手。

## プロフィール
- 大阪府出身。
- ポジションはウィング(WTB)。
- 身長 189cm、体重 98kg
- ニックネームはアワショウ、ヘイヘイ、あわちゃん[1]。

## 略歴
幼稚園から吹田ラグビースクールに通い始めた。
2010年、千里高校卒業後、関西学院大学に入る。
2014年、関西学院大学卒業後、ヤマハ発動機ジュビロに加入。
2015年12月26日に行われたジャパンラグビートップリーグ第7節のキヤノンイーグルス戦に途中出場で公式戦初出場を果たす。
2021年、現役を引退した。